# Sutkagen Dor
Sutkagen Dor (lub Sutkagan Dor) – stanowisko archeologiczne należące do cywilizacji doliny Indusu. Najdalej na zachód wysunięta osada kultury harappańskiej. 
Położone w zachodnim Pakistanie, 480 kilometrów na zachód od Karaczi, u podnóży Mekranu, w pobliżu portowego miasta Gwadar, w prowincji Beludżystan, przy granicy z Iranem. Stanowisko znajduje się w pobliżu rzeki Daśt, w miejscu, gdzie uchodzi do niej strumień o nazwie Gajo Kaur. 
Była to niewielka osada protomiejska, otoczona kamiennymi murami.

## Odkrycie
Sutkagan Dor zostało odkryte w 1875 przez brytyjskiego majora Edwarda Mocklera, który przeprowadził w tym miejscu niewielkie wykopaliska archeologiczne.
W roku 1928, brytyjski archeolog Aurel Stein odwiedził tę okolicę w ramach wyprawy do Gedrozji, przeprowadzając kolejne wykopaliska. W październiku 1960 roku w Sutkagan Dor rozpoczęto wykopaliska na dużą skalę, które prowadził amerykański archeolog George F. Dales w ramach eksploracji regionu Mekranu, odkrywając konstrukcje wzniesione zarówno z kamienia, jak i cegieł.

## Architektura
Stanowisko zajmuje obszar około 4,5 hektara (w przybliżeniu prostokąt o wymiarach 300 na 150 metrów). Znajdują się tutaj pozostałości typowej dla tego typu stanowisk cytadeli oraz położonej u jej podnóża osady. Na uwagę zasługuje masywny mur obronny, wzniesiony z częściowo ociosanych kamieni. Charakteryzuje się on zarówno zmienną wysokością, jak i nierówną grubością wynikającą z tego, że wzniesiono go na naturalnej skalnej grobli. Największą szerokość podstawa muru ma u wschodniego krańca - około 7,5 metra. Wewnętrzna ściana muru jest częściowo zniszczona, zaś lico zewnętrzne - odchylone względem pionu o 23 do 40 stopni. 

## Szlaki handlowe
Choć dziś Sutkagan Dor położone jest w głębi lądu, w starożytności mogło znajdować się znacznie bliżej żeglownych wód Morza Arabskiego, na morskim szlaku handlowym pomiędzy innymi ważnymi ośrodkami. Istniał biegnący wzdłuż wybrzeża szlak handlowy łączący osadę z innymi harappańskimi ośrodkami, takimi jak Lothal czy Dholawira. Przypuszcza się, że miejsce to mogło również być punktem handlowym łączącym handel morski z Zatoki Perskiej i Morza Arabskiego z terenami położonymi w głębi lądu.

## Znaleziska
Aurel Stein w trakcie wykopalisk odkrył 127 ostrzy krzemiennych o średnicach dochodzących do 27,5 cm. Znaleziono liczne naczynia kamienne, groty strzał wykonane zarówno z kamienia, jak i miedzi, biżuterię wykonaną z muszli, ceramikę oraz liczne inne przedmioty codziennego użytku. Do najważniejszych, jak dotąd, znalezisk należy miedziano-brązowy dysk, najprawdopodobniej pochodzący z Baktryjsko-Margiańskiego Zespołu Archeologicznego, co potwierdzałoby rolę Sutkagan Dor jako punktu handlowego oraz kontakty pomiędzy cywilizacją doliny Indusu oraz kulturami Azji Środkowej.